# Golden Rice
Il Golden Rice o Riso dorato è una varietà di riso prodotta attraverso una modifica genetica che introduce la via di biosintesi del precursore beta-carotene della provitamina A nelle parti commestibili del riso. 
In particolare sono stati introdotti i geni:
- psy (fitoene sintasi) di Narcissus pseudonarcissus (Narciso) e, successivamente, al fine di ottenere maggiori quantità di beta-carotene, di Mais;
- crtI (carotene desaturasi) di un batterio del suolo, Erwinia uredovora.

Attraverso tecniche di ingegneria genetica, i geni sono stati introdotti all'interno del genoma nucleare del riso con promotore endosperma-specifico così da permettere la trascrizione dei due geni soltanto all'interno della cariosside del riso.
I dettagli scientifici della varietà di riso prodotta sono stati pubblicati per la prima volta su Science nel 2000.
La pro-vitamina A, che il metabolismo umano trasforma in vitamina A, è presente naturalmente in molti alimenti come le carote, il fegato, le uova e il burro, che risultano tuttavia inaccessibili a molti milioni di famiglie che si nutrono quasi esclusivamente di riso. Allo scopo di introdurre vitamina A nella dieta di queste popolazioni, è stata creata una pianta di riso ricca in beta-carotene.
Secondo l'Organizzazione mondiale della sanità (OMS) oltre 100 milioni di bambini poveri nel mondo hanno una dieta carente di vitamina A e, per questa ragione, migliaia di bambini diventano ciechi ogni anno. Al fine di evitare patologie oculari, sarebbe sufficiente che queste popolazioni assumessero un quantitativo maggiore di vitamina.
Il progetto è andato più lento del previsto e solo nel 2008 sono stati seminati i primi campi di Golden Rice nelle Filippine. I ritardi non sono dovuti soltanto a opposizione di molte organizzazioni anti-biotech responsabili della distruzione di diversi campi sperimentali ma anche per problemi legali in quanto la distribuzione, anche gratuita, del Golden Rice avrebbe causato una violazione dei diritti intellettuali di almeno una settantina di brevetti detenuti da multinazionali e università.

## Paesi di produzione
Attualmente il Golden rice viene prodotto e distribuito unicamente in Bangladesh a causa dei rallentamenti provocati dallo scetticismo da parte della popolazione nei confronti dei possibili benefici dell’ingegneria genetica.

## Processo
La biosintesi del beta-carotene nel riso dorato (con biosintesi si intende un processo chimico che avviene in un organismo vivente e permette la sintesi di molecole complesse a partire da molecole più semplici) avviene tramite una serie di enzimi situati nell'endosperma dello stesso, i quali aiutano a convertire il geranilgeranile difosfato in beta-carotene. Si ritiene che il beta-carotene venga convertito in retina e successivamente retinolo (vitamina A) nell'intestino dell'animale. Ed è proprio dalla produzione di vitamina A, che il progetto si basa, nella speranza di giovare alla salute degli occhi e del sistema immunitario di chi ne consuma.

## Storia
La ricerca di un riso dorato è iniziata come un'iniziativa della Fondazione Rockefeller nel 1982.
Peter Bramley scoprì negli anni '90 che un singolo gene della fitoene desaturasi (CrtI batterico) può essere usato per produrre licopene dal fitoene presente nel pomodoro GM, piuttosto che dover introdurre più desaturasi di carotene normalmente utilizzata da piante superiori. Il licopene è quindi ciclizzato in beta-carotene dalla ciclasi endogena in Golden Rice. 
I dettagli scientifici del riso furono pubblicati per la prima volta su Science nel 2000 , il prodotto di un progetto di otto anni di Ingo Potrykus dell'Istituto federale svizzero di tecnologia e di Peter Beyer dell'Università di Friburgo. Al momento della pubblicazione, il riso dorato era considerato un importante passo avanti nelle biotecnologie, poiché i ricercatori avevano progettato un intero percorso biosintetico.
Le prime prove sul campo di Cultivar di riso dorato sono state condotte dal Louisiana University Center dell'Agricultural Center nel 2004 . Ulteriori prove sono state condotte nelle Filippine e a Taiwan, e in Bangladesh (2015). I test sul campo forniscono una misurazione accurata del valore nutrizionale e consentono l'esecuzione di test di alimentazione. I risultati preliminari dei test sul campo hanno dimostrato che il riso dorato coltivato in campo produce da 4 a 5 volte più beta-carotene rispetto al riso dorato coltivato in serra.

## Golden rice 2
Nel 2005, un team di ricercatori della Syngenta ha prodotto il Golden Rice 2. Hanno combinato il gene della fitoene sintasi dal mais con crt1 del riso dorato originale. il Golden Rice 2 produce fino a 37 microgrammi di carotenoidi per grammo di riso, rispetto ai 1,6 microgrammi per grammo del Golden Rice originale. Inoltre, il Golden Rice 2 accumula preferenzialmente il beta-carotene, un carotenoide che il corpo umano può convertire in vitamina A.

## Problematiche
Nel mese di marzo del 2014 uno studio, ad opera di due economisti tedeschi, ha quantificato i danni del ritardo nell'uso del Golden Rice in 1.424.000 anni di vita nella sola India, computando in tale dato non solo le morti ma anche ogni altro danno o disabilità (la cecità in particolare) cagionata dalla mancanza di vitamina A; l'articolo citato è stato messo in discussione perché avrebbe analizzato non il riso pronto ad essere commercializzato ma un prototipo.
Uno studio del 2017 evidenzierebbe problemi di poca resa quantitativa e deperimento delle coltivazioni di Golden Rice.